# Louis Jacques Filion
Pour les articles homonymes, voir Filion.
Louis Jacques Filion, né en 1945 à Trois-Rivières, est un pédagogue et un chercheur québécois en entrepreneuriat. À partir de théories en systèmes, il s’est intéressé à mieux comprendre la structure de pensée sous-jacente à la conception et à la mise en œuvre de systèmes d’activités innovants. Il a étudié des agents d’innovation, principalement des entrepreneurs, mais aussi des facilitateurs et des intrapreneurs.

## Biographie

### Formation
L J Filion a obtenu une Maîtrise ès arts (MA) en science politique (1974) de l’Université d’Ottawa, une Maîtrise en administration des affaires (MBA) (1976) d’HEC Montréal (Université de Montréal) et un doctorat (Ph.D.) (1988) en systèmes et entrepreneuriat sous la direction du professeur Peter Checkland à l’Université de Lancaster en Grande Bretagne.

### Parcours professionnel
L J Filion grandit dans un contexte familial fortement impliqué dans des MPME (micro- petites, moyennes entreprises). Il varie ses expériences dans diverses fonctions de gestion (1968 -1980), principalement en gestion d’opération, ressources humaines et marketing dans divers secteurs: manufacturier (Reynolds Metals - Alcoa), services financiers et immobiliers (Fiducie Desjardins), consultation en gestion (Ernst & Young), édition (Sogides). Professeur en entrepreneuriat- PME à l’Université du Québec à Trois-Rivières - UQTR (1981 - 1993), de 1986 à 1989, il y devient directeur d’un des premiers programmes au Canada de maîtrise en gestion des entreprises de petites et moyennes dimensions (PMD).
Professeur en entrepreneuriat et création d’entreprise à HEC Montréal (1993-2016), il y occupe le poste de titulaire de la Chaire d’entrepreneuriat Rogers-J.-A.- Bombardier à compter de 1995 jusqu’à sa retraite en 2016. 

### Particularités
L J Filion est un adepte de la recherche sur le terrain. À chaque année, des dizaines d’entrevues sont menées avec des entrepreneurs et autres agents d’innovation en vue de cartographier diverses perspectives d’architectures réflexives qui soutiennent et visent à faciliter l’activité innovante. Ce matériel a servi à rédiger plus de 200 études de cas présentant des histoires de vies d’entrepreneurs et d’autres agents d’innovation. Il a été impliqué dans de nombreux projets de développement d’éducation entrepreneuriale dans une quinzaine de pays tel que le Brésil.

## Ouvrages
- 1990 - Les entrepreneurs parlent. Cap Rouge, Québec, Éditions de l’entrepreneur.
- 1991 - Vision et relations: clefs du succès de l'entrepreneur. Cap Rouge, Québec, Éditions de l'entrepreneur[11].

- 1997 - 1999 – 2001 - Réaliser son projet d'entreprise. Montréal, Éditions Transcontinental. - Sous la direction de (15 auteurs), 1re éd., 1997; 2e éd., 1999; 3e éd., 2001.

- 1999 - Tintin, Minville, l'entrepreneur et la potion magique. Montréal, Fides.
- 1999 - Empreendedorismo: Ciência, Técnica e Arte. Brasilia, Instituto Euvaldo Lodi, CNI, IEL Nacional. En collaboration avec : F. Dolabela, R. Brockhaus et P. Formica.

- 2000 - Boa Idéia! E Agora? - Plano de Negocio, o caminho seguro para criar a gerenciar sua empresa. Sao Paulo, Cultura Editores Associados. Collectif (20 auteurs), en collaboration avec F. Dolabela.

- 2002 - Savoir entreprendre. Montréal, Presses de l’Université de Montréal[12].

- 2003 - L’essaimage d’entreprises. Vers de nouvelles pratiques entrepreneuriales. Montréal, Éditions Transcontinental, Presses HEC Montréal, en collaboration avec D. Luc et P.-A. Fortin[13].

- 2003 - 2005 – Pour une vision inspirante en milieu scolaire. Cap Rouge, Québec.: Presses Inter Universitaires. 1re éd., 2003; 2e éd., 2005.
- 2006 - Devenir entrepreneur. Des enjeux aux outils. Paris, Village Mondial (Pearson France), en collaboration avec A. Fayolle, 2006.

- 2007 - Management des PME. De la création à la croissance. Montréal, ERPI (Pearson); Paris, Pearson éducation. Sous la direction de (24 auteurs), manuel scolaire[14].
- 2007 - Empreendedorismo de Base Tecnologica. Rio de Janeiro, Elsevier. En collaboration avec A. Cozzi, A., V. Judice et F. Dolabela.

- 2008 - Les représentations entrepreneuriales. Paris, Éditions ESKA. Sous la direction de (11 auteurs), en collaboration avec C. Bourion.

- 2010 - De l’intuition au projet d’entreprise, Montréal. Éditions Transcontinental, Éditions de la Fondation de l’entrepreneurship, Collection Entreprendre, Presses HEC Montréal. Sous la direction de (19 auteurs), en collaboration avec C. Ananou[15],[16].

- 2010 - 2012 - Oser Intraprendre. Ces champions qui font progresser les organisations et les sociétés. Cap Rouge, Québec, Presses Inter Universitaires, 1re éd., 2010; 2ième éd., 2012.
- 2011 - Administración de Pymes Emprender, dirigir y desarrollar empresas. Mexico, Pearson Mexico. Sous la direction de (36 auteurs), en collaboration avec, L. F. Cisneros Martinez, J. H. Mejia-Morelos, manuel scolaire.

- 2012 - La cognition entrepreneuriale. Méthodes de recherche. Paris, Éditions ESKA. Sous la direction de (17 auteurs), en collaboration avec C. Bourion, version électronique et version papier.

- 2012 - Vocabulaire de la création d’entreprise par essaimage. Montréal, Presses de l’Université de Montréal. En collaboration avec D. Létourneau, version électronique et version papier[17].

- 2012 - Réussir sa création d’entreprise. Sans business plan. Paris, Eyrolles, r. En collaboration avec C. Ananou et C. Schmitt[18].

- 2013 - Innover au féminin. Savoir se dépasser- Intraprendre. Québec: Presses de l’Université du Québec, version électronique et version papier.
- 2015 - La croissance d’entreprise: vision, agilité et doigté. Montréal, Éditions JFD.

- 2015 - Croissance et soutiens à la croissance d’entreprise. Montréal, Éditions JFD. En collaboration avec M. Ibanescu, K. Joyal, P.-A. Julien, O. Kay, S. Mélançon[19].

- 2016 - Intrapreneuriat: s’initier aux pratiques innovantes. Montréal, Éditions JFD. En collaboration avec M.-G. Chirita[20].
- 2017 - Entreprendre et savoir s’entourer. Montréal, Éditions de l’Homme, 2017.

- 2017 - Artistes, créateurs et entrepreneurs. Montréal, Del Busso Éditeur. Sous la direction de (11 auteurs)[21].
- 2023 - Vision, relations et imagination: clefs du succès de l’entrepreneur. Québec, Presses Inter Universitaires. 1ère éd. (1991) Vision et relations: clefs du succès de l'entrepreneur. Cap Rouge, QC, Éditions de l'entrepreneur; 2ième éd. 2023.
- 2023 - Cirque du Soleil: complicités innovantes, Montréal, Canada: Éditions JFD.
- 2024 - Agents d’innovation. Entrepreneurs – Facilitateurs – Intrapreneurs. Montréal, Canada: Éditions JFD[22].